# 奧洛塞加
奧洛塞加（英語：Olosega）是位於美屬薩摩亞奧富-奧洛塞加的一座村莊，也是奧洛塞加的首府。奧洛塞加幾乎所有人口都居住在西南海岸的奧洛塞加村。奧洛塞加設有奧洛塞加小學，為兩個島上的孩童提供直至8年級的教育。